# Bramdrup Sogn

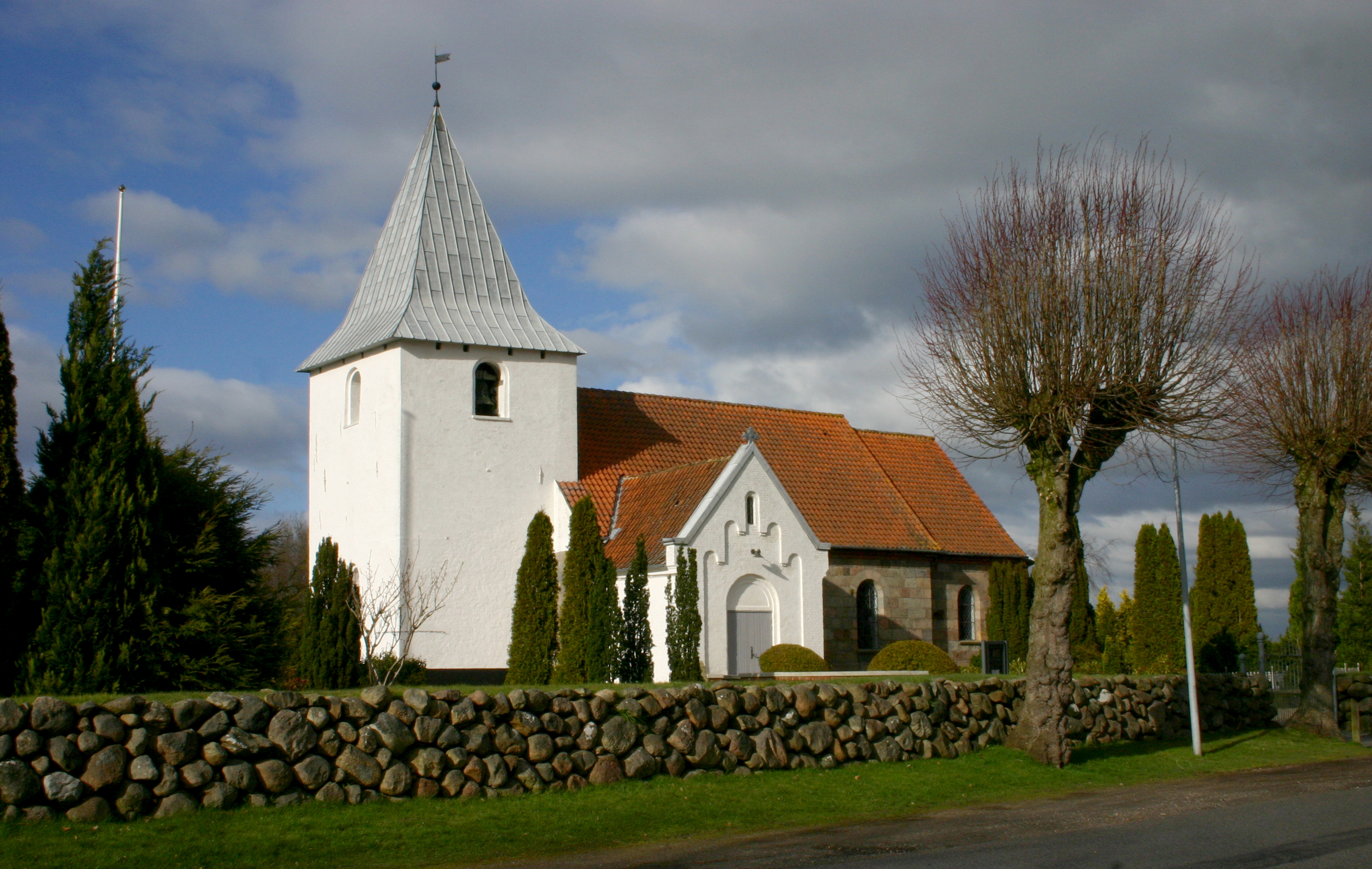
Bramdrup Kirke

Bramdrup Sogn ist eine Kirchspielsgemeinde (dän.: Sogn) im südlichen Dänemark. Bis 1970 gehörte sie zur Harde Brusk Herred im damaligen Vejle Amt, danach zur Kolding Kommune im erweiterten Vejle Amt, die im Zuge der Kommunalreform zum 1. Januar 2007 in der „neuen“ Kolding Kommune in der Region Syddanmark aufgegangen ist.
Im Kirchspiel leben 4412 Einwohner, davon 206 im Kirchdorf (Stand: 1. Januar 2023). Im Kirchspiel liegt die Kirche „Bramdrup Kirke“.
Nachbargemeinden sind im Norden Almind Sogn, im Nordosten Eltang Sogn, im Osten Nørre Bjert Sogn, im Südosten Sankt Nicolai Sogn, im Südwesten Simon Peters Sogn und im Westen Harte Sogn.